# Dolichoctis
Dolichoctis is een geslacht van kevers uit de familie van de loopkevers (Carabidae). De wetenschappelijke naam van het geslacht is voor het eerst geldig gepubliceerd in 1846 door Schmidt-Gobel.

## Soorten
Het geslacht Dolichoctis omvat de volgende soorten:
- Dolichoctis aculeata Chaudoir, 1869
- Dolichoctis aculeoides Baehr, 1999
- Dolichoctis anceps Andrewes, 1929
- Dolichoctis andrewesi Jedlicka, 1934
- Dolichoctis angulicollis Chaudoir, 1869
- Dolichoctis angustemaculata Baehr, 1999
- Dolichoctis angusticollis Bates, 1892
- Dolichoctis avicapitis Baehr, 1999
- Dolichoctis baumi Jedlicka, 1955
- Dolichoctis biak Baehr, 1999
- Dolichoctis bicolor Baehr, 1999
- Dolichoctis bifasciata Andrewes, 1931
- Dolichoctis bisetosa Baehr, 1999
- Dolichoctis castanea Darlington, 1968
- Dolichoctis chitra Andrewes, 1923
- Dolichoctis constricticollis Andrewes, 1931
- Dolichoctis convexa Andrewes, 1923
- Dolichoctis darlingtoni Baehr, 1999
- Dolichoctis dentata Darlington, 1968
- Dolichoctis depokensis Louwerens, 1951
- Dolichoctis distorta Darlington, 1968
- Dolichoctis divisa Darlington, 1968
- Dolichoctis elegans Andrewes, 1929
- Dolichoctis elongata Baehr, 1999
- Dolichoctis erythrospinosa Baehr, 2006
- Dolichoctis exigua Baehr, 1999
- Dolichoctis expansicollis Bates, 1892
- Dolichoctis figurata Andrewes, 1929
- Dolichoctis gilvipes (Dejean, 1831)
- Dolichoctis glabripennis Baehr, 2003
- Dolichoctis globosa Andrewes, 1930
- Dolichoctis goaensis Kirschenhofer, 2012
- Dolichoctis goniodera Bates, 1886
- Dolichoctis huon Darlington, 1968
- Dolichoctis immaculata (L.Redtenbacher, 1867)
- Dolichoctis incerta Bates, 1892
- Dolichoctis iridea Bates, 1892
- Dolichoctis iridescens Louwerens, 1952
- Dolichoctis jacobsoni Andrewes, 1929
- Dolichoctis keiana Baehr, 1999
- Dolichoctis kjellanderi Louwerens, 1964
- Dolichoctis kohpodaensis Kirschenhofer, 2012
- Dolichoctis kulti Jedlicka, 1963
- Dolichoctis kuzugamii Shibata, 1987
- Dolichoctis laticollis Baehr, 1999
- Dolichoctis latithorax Louwerens, 1956
- Dolichoctis lis Andrewes, 1929
- Dolichoctis longicornis Baehr, 1999
- Dolichoctis lunigera Andrewes, 1926
- Dolichoctis maculipennis Louwerens, 1958
- Dolichoctis major Baehr, 1999
- Dolichoctis marginifer (Walker, 1858)
- Dolichoctis microdera Andrewes, 1930
- Dolichoctis multistriata Andrewes, 1929
- Dolichoctis nigricauda Baehr, 2007
- Dolichoctis novaeirlandiae Baehr, 2003
- Dolichoctis ophthalmica Baehr, 1999
- Dolichoctis opima Andrewes, 1929
- Dolichoctis pahangensis Kirschenhofer, 2010
- Dolichoctis pallipes Louwerens, 1964
- Dolichoctis paradentata Baehr, 2006
- Dolichoctis parvicollis Chaudoir, 1869
- Dolichoctis pedestris Darlington, 1970
- Dolichoctis philippinensis Jedlicka, 1934
- Dolichoctis picea Baehr, 2006
- Dolichoctis picescens Baehr, 2007
- Dolichoctis polita Darlington, 1968
- Dolichoctis polygramma Andrewes, 1930
- Dolichoctis pumila Andrewes, 1933
- Dolichoctis punctipennis Jedlicka, 1963
- Dolichoctis quadratipennis Andrewes, 1929
- Dolichoctis riedeli Baehr, 1999
- Dolichoctis rotundata (Schmidt-Goebel, 1846)
- Dolichoctis rutilipennis Bates, 1892
- Dolichoctis salomona Baehr, 1999
- Dolichoctis sinuaticollis Baehr, 2007
- Dolichoctis spinipennis Chaudoir, 1869
- Dolichoctis spinosa Darlington, 1968
- Dolichoctis striata Schmidt-goebel, 1846
- Dolichoctis subquadrata Darlington, 1968
- Dolichoctis subrotunda Darlington, 1968
- Dolichoctis sulcicollis Baehr, 1999
- Dolichoctis suturalis Darlington, 1968
- Dolichoctis tenuilimbata Oberthur, 1883
- Dolichoctis tetracolon Chaudoir, 1869
- Dolichoctis tjambaensis Louwerens, 1958
- Dolichoctis torquata Andrewes, 1930
- Dolichoctis ullrichi Baehr, 1999
- Dolichoctis unicolor Emden, 1937
- Dolichoctis vitticollis Bates, 1886
- Dolichoctis vixstriata Baehr, 1999
- Dolichoctis weigeli Baehr, 2006